# Het lied van hertog Jan

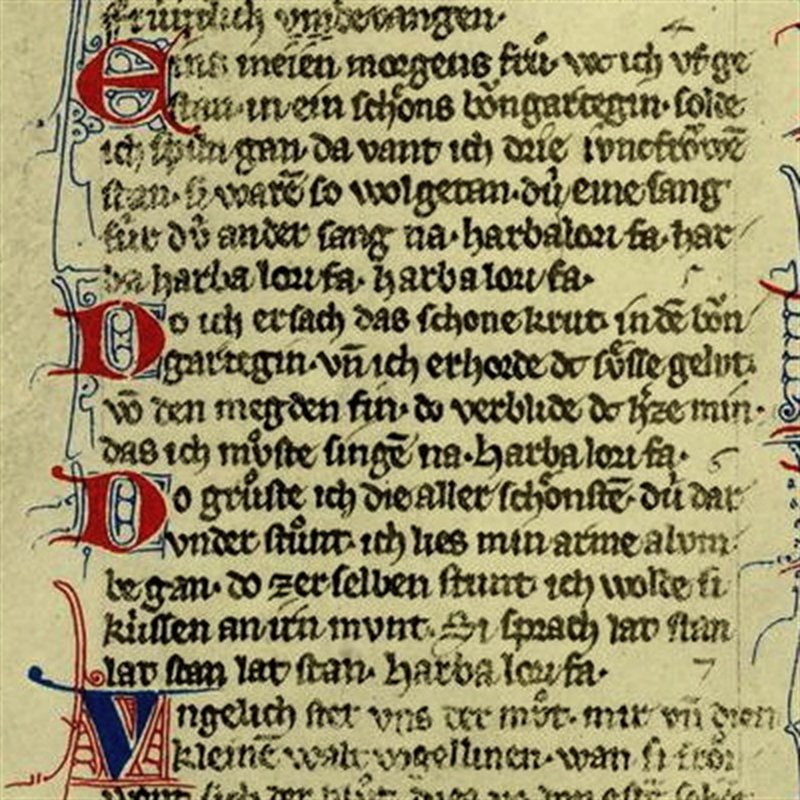
Tekst van het minnelied Eens meienmorgens vroeg door Jan I van Brabant, gepubliceerd in de Codex Manesse (ca. 1300)

Het lied van hertog Jan is een ode aan Jan I, hertog van Brabant (1235-1294). Het is in 1947 geschreven door Harrie Beex en op muziek gezet door Floris van der Putt, als loflied op Brabant en is een van de liederen die als het officieuze Noord-Brabants volkslied bekendstaan. Stijl en woorden in de tekst zijn bewust gekozen om de indruk van een oud volksliedje te geven. 

## Geschiedenis
Beex en Van der Putt waren beiden pastoor en actief lid van de stichting Brabants Heem, een overkoepelende organisatie van Brabantse heemkundekringen en historische verenigingen. Bij gelegenheid van het jaarlijks congres in 1947 van de stichting Brabantia Nostra in de Abdij van Berne te Heeswijk werd het lied uitgegeven. Het werd in datzelfde jaar voor het eerst gepubliceerd in het tijdschrift van de stichting.
Beex deed inspiratie op voor het lied tijdens een bezoek aan de Sint-Janskathedraal in 's-Hertogenbosch. Dankzij beeldhouwer Jacques de Bresser mocht hij de steigers op, waarvandaan hij de resultaten van de jongste restauraties aan de standbeelden van de hertogen van Brabant kon bekijken. Deze standbeelden, die kortelings voor zijn bezoek waren teruggeplaatst, keken als het ware over de daken van 's-Hertogenbosch naar het Brabantse land. Beex zag voor zich hoe de Brabantse hertogen na een eeuwenlange afwezigheid teruggekeerd waren naar 'hun' Sint Jan. Dezelfde dag schreef hij zijn lied.

### Harba lori fa
Jan I was een van de eerste dichters die in de Dietse volkstaal schreven. Het bekendst van hem is het minnelied Eens meienmorgens vroeg, waaruit de woorden "harba lori fa" afkomstig zijn die in het lied gebruikt worden. De betekenis van de woorden "harba lori fa" is onduidelijk. Mogelijk zijn ze van Provencaalse oorsprong en afgeleid van "herba flors fa" (Frans: "l'herbe fait des fleurs"), wat "het kruid staat in bloei" betekent en zeer waarschijnlijk niet duidt op een tuinaspect, maar een erotische toespeling is. Een andere mogelijke verklaring is dat 'harba', als de oudst bekende Dietse naam voor Brabant, voor Brabant staat en 'lori fa' voor Oriflamme.
Hieronder staat de tekst van het minnelied Eens meien morgens vroe, waaraan de woorden "harba lorifa" ontleend zijn.
Eens meien morgens vroe
Was ic opghestaan;
In een scoen boemgerdekine
Soudic spelen gaen.
Daar vant ic drie joncfrouwen staen,
Si waren so wale ghedaen,
Dene sanc voor, dander sanc na:
Harba lori fa, harba harba lori fa,
Harba lori fa!

Doe ic versach dat scone cruut
In den boemgardekijn,
Ende ic verhoorde dat suete gheluut
Van den magheden fijn,
Doe verblide dat herte mijn,
Dat ic moeste singhen na:
Harba lori fa, harba harba lori fa,
Harba lori fa!

Doe groette ic die alrescoenste
die daer onder stont.
Ic liet mine arme al omme gaen
Doe ter selver stont;
Ic woudese cussen an haren mont;
Si sprac: “Laet staen, laet staen, laet staen”.
Harba lori fa, harba harba lori fa,
Harba lori fa!

### Media
- Hertog Jan, het Brabants volkslied!Youtube